# Zhang Min
Zhang Min (chiń. upr. 张敏; pinyin Zhāng Mǐn; ur. 2000) – chińska zapaśniczka walcząca w stylu wolnym. Zajęła ósme miejsce na mistrzostwach świata w 2023 roku.
Brązowa medalistka mistrzostw Azji w 2024. Mistrzyni Azji U-23 w 2023 roku.